# Rafael Camacho
Rafael Camacho, né le 22 mai 2000 à Lisbonne, est un footballeur portugais qui évolue au poste d'ailier droit.

## Biographie
Né à Lisbonne, d'origine angolaise, Rafael Camacho possède la double nationalité,.
Son père, Euclides Camacho, était un joueur de basket-ball angolais.

### Carrière

#### En club
Initialement formé au Sporting CP entre 2006 et 2013, il est ensuite repéré par Manchester City, où il reste jusqu'en 2016, pour finalement — à la suite d'un prêt au Real Sport Clube — signer au Liverpool FC.
Avec les Reds, il brille notamment en UEFA Youth League, ce qui lui vaut notamment d'être convoqué dans le groupe professionnel pour la Ligue des champions en demi-finale à Rome, puis pour la finale à Kiev.
Dans le Liverpool de Klopp, il fait ainsi partie avec — entre autres — Curtis Jones des grandes promesses du centre de formation liverpudien pour la saison à venir.
Il continue à s'affirmer en UEFA Youth League lors de la saison 2018-19, ce qui lui vaudra de figurer à plusieurs reprises sur le banc en Premier League, faisant finalement ses débuts professionnel en FA Cup le 7 janvier 2019 contre les Wolverhampton Wanderers.
Un temps envisagé en prêt au Sporting Portugal pour gagner en temps de jeu, il refuse pourtant de signer une extension de contrat avec le club de Liverpool, et il est finalement transféré pour environ 5 millions d'euros (plus bonus) à son club formateur.
Si ses premiers pas dans le club de la capitale portugaise sont quelque peu mitigés, avec un temps de jeu assez modeste — privant au passage Liverpool de plusieurs millions d'euros de bonus — Camacho finit par prendre une place de plus en importante dans l'équipe.
Mais malgré son départ du Merseyside, le jeune Rafael reste en contact avec son ancien club, notamment avec Jürgen Klopp, ainsi que plusieurs joueurs des Scousers.

#### En sélection
Également éligible pour la sélection angolaise, Camacho fait partie de toutes les sélections de jeunes portugaises.
Avec les moins de 17 ans portugais, il se met en évidence en étant l'auteur d'un doublé face à la Pologne, en mars 2017. Ce prolifique match nul (3-3) rentre dans le cadre des éliminatoires du championnat d'Europe des moins de 17 ans 2017.
Avec les moins de 18 ans, il s'illustre de nouveau, en marquant un doublé en amical face à la Norvège, en juin 2018 (victoire 3-0).
Il reçoit sa première sélection avec les moins de 20 ans le 11 octobre 2018, contre la Suisse.

## Style de jeu
Ailier polyvalent, capable de jouer autant sur le côté de l'attaque que le milieu de terrain, Rafael Camacho est même initialement lancé par Klopp au poste d'arrière droit.
Droitier mais aussi habile du pied gauche, sa vitesse et sa technique de dribbling font de lui un élément offensif imprévisible. Également capable de se projeter vers le but et de tirer, il se distingue surtout dans la qualité de ses centres depuis son aile.